# Don Dokken
Donald Maynard Dokken (29 de junio de 1953) es un cantante estadounidense, reconocido por haber sido uno de los fundadores de la banda Dokken.

## Carrera

### Inicios
Inició su carrera en la banda Airborn. Luego, presenció un show de la agrupación Xciter, y a sus futuros compañeros George Lynch y Mick Brown, y pensó que ellos podrían ser los indicados para formar una banda. Al cabo de unos meses, logró que estos dos músicos aceptaran su propuesta y junto al bajista Juan Croucier formaron Dokken.
Durante su estancia en Alemania firmando su primer contrato discográfico, participaron de algunos shows con la banda Scorpions. Don también colaboró como corista en algunas canciones del álbum Blackout de los alemanes.

### Reconocimiento
En 1983 lanzan al mercado el álbum Breaking the Chains. Pero no sería hasta el lanzamiento de Tooth and Nail que Dokken gozarían de gran reconocimiento. Sin embargo, debido a problemas de dirección musical, la banda se separa en 1988. Más adelante, en 1990, Don graba su primer disco en solitario, llamado Up From the Ashes, en el cual participaron grandes artistas del rock y metal, como Peter Baltes (Accept), Mikkey Dee (King Diamond - Motörhead - Helloween - Scorpions), John Norum (Europe) y Billy White (Watchtower). Este disco tuvo un sonido bastante similar a Dokken. 
En 2008 publica su segundo álbum de estudio titulado Solitary.
La esperada noticia de la reunión de Dokken llega en 1994. Desde ese momento la banda ha grabado varios discos de estudio, en directo y recopilatorios. George Lynch nuevamente se retira de la banda, dándole paso a Reb Beach y luego a John Norum, que no estaría por mucho tiempo en la agrupación. 

## Discografía

### Con Dokken
- Back In The Streets (1979)
- Breaking The Chains (1982)
- Tooth And Nail (1984)
- Under Lock And Key (1985)
- Back For The Attack (1987)
- Beast From The East (1988)
- Dysfunctional (1995)
- One Live Night (1996)
- Shadowlife (1997)
- Erase The Slate (1999)
- The Very Best Of Dokken (1999)
- Live From The Sun (2000)
- Yesterday & Today (2001)
- Alone Again And Other Hits (2002)
- Long Way Home (2002)
- Then And Now (2002)
- Japan Live '95 (2003)
- Hell To Pay (2004)
- From Conception (2007)
- Lightning Strikes Again(2008)
- Broken Bones(2012)

### En solitario
- Up from the Ashes - (1990)
- Solitary - (2008)